# Neheim-Hüsten
Neheim-Hüsten is een deelgemeente van Arnsberg in de Duitse deelstaat Noordrijn-Westfalen.

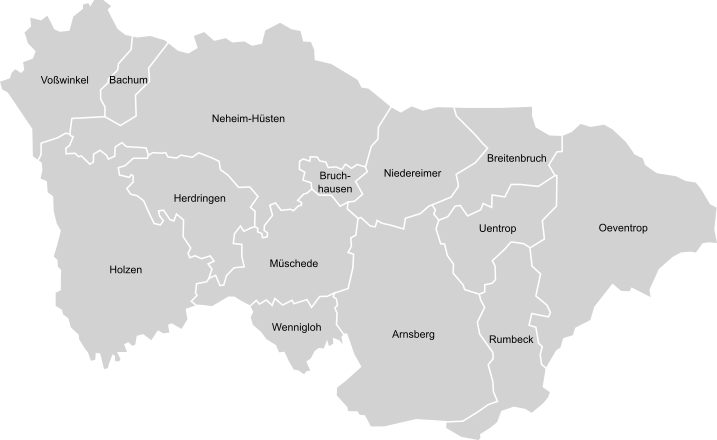
Stadsdelen gemeente Arnsberg

Vóór 1 april 1941 waren de stad Neheim en de vrijheid ("Freiheit") Hüsten twee aparte gemeenten. Vanaf die datum gingen ze als één dubbelgemeente Neheim-Hüsten door het leven. Voordien bestond Neheim reeds uit Bergheim, Binnerfeld, Erlenbruch, Moosfelde, Müggenberg-Rusch, Neheim-Stadt en Totenberg. Hüsten bestond uit Flammberg, Hüsten-Stadt, Mühlenberg, Rumbecker Holz en Unterhüsten.
Neheim heeft circa 23.000 inwoners, Hüsten bijna elfduizend.
Na een fusie operatie in 1975 werd Neheim-Hüsten een deelgemeente van Arnsberg. In 1983 werden zowel Neheim als Hüsten twee afzonderlijke deelgemeenten van Arnsberg.
Te Neheim mondt de Möhne uit in de Ruhr. Beide rivieren zijn hier niet voor de beroepsscheepvaart bevaarbaar.

## Galerij

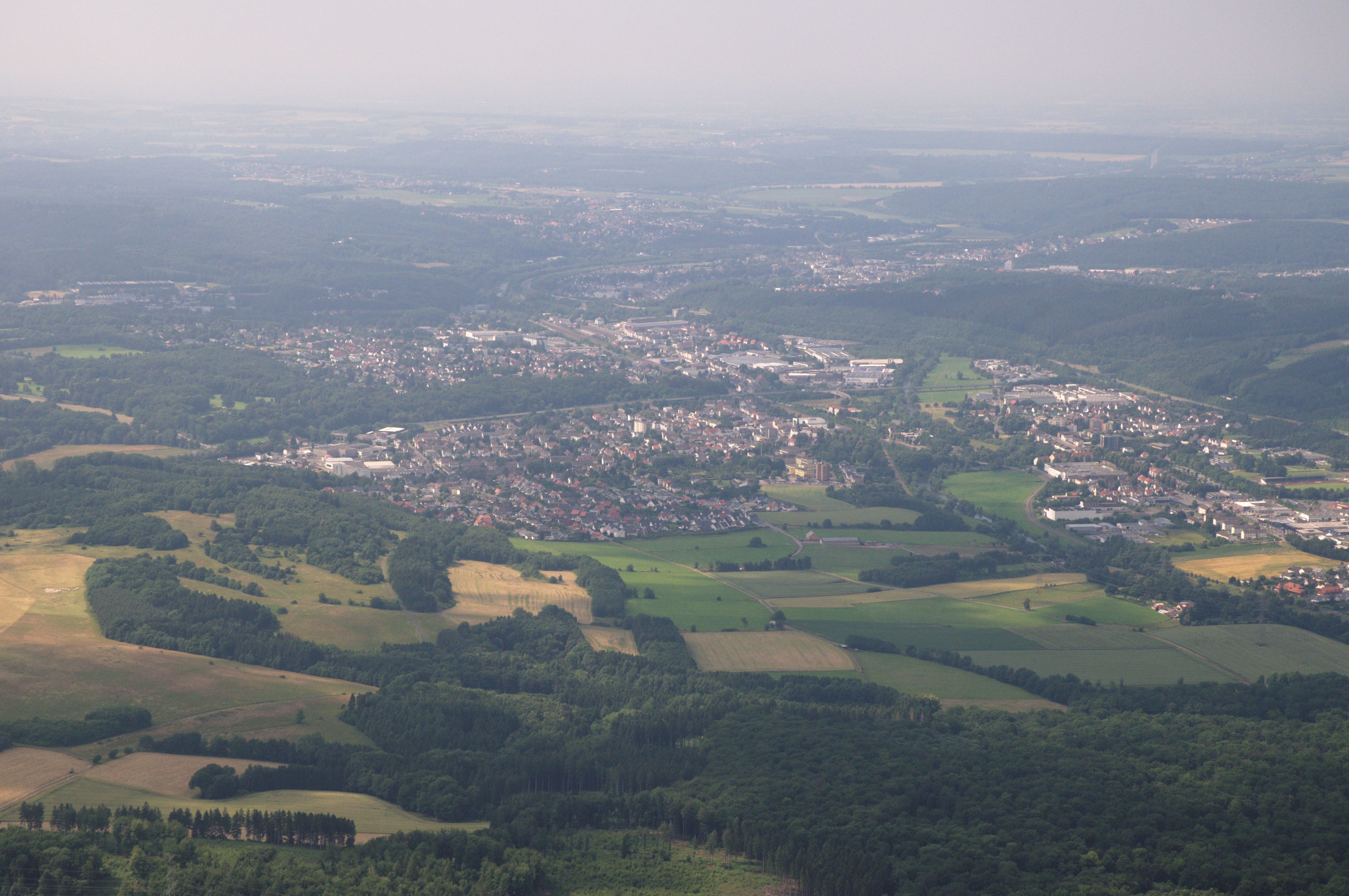
Luchtfoto Neheim, Hüsten
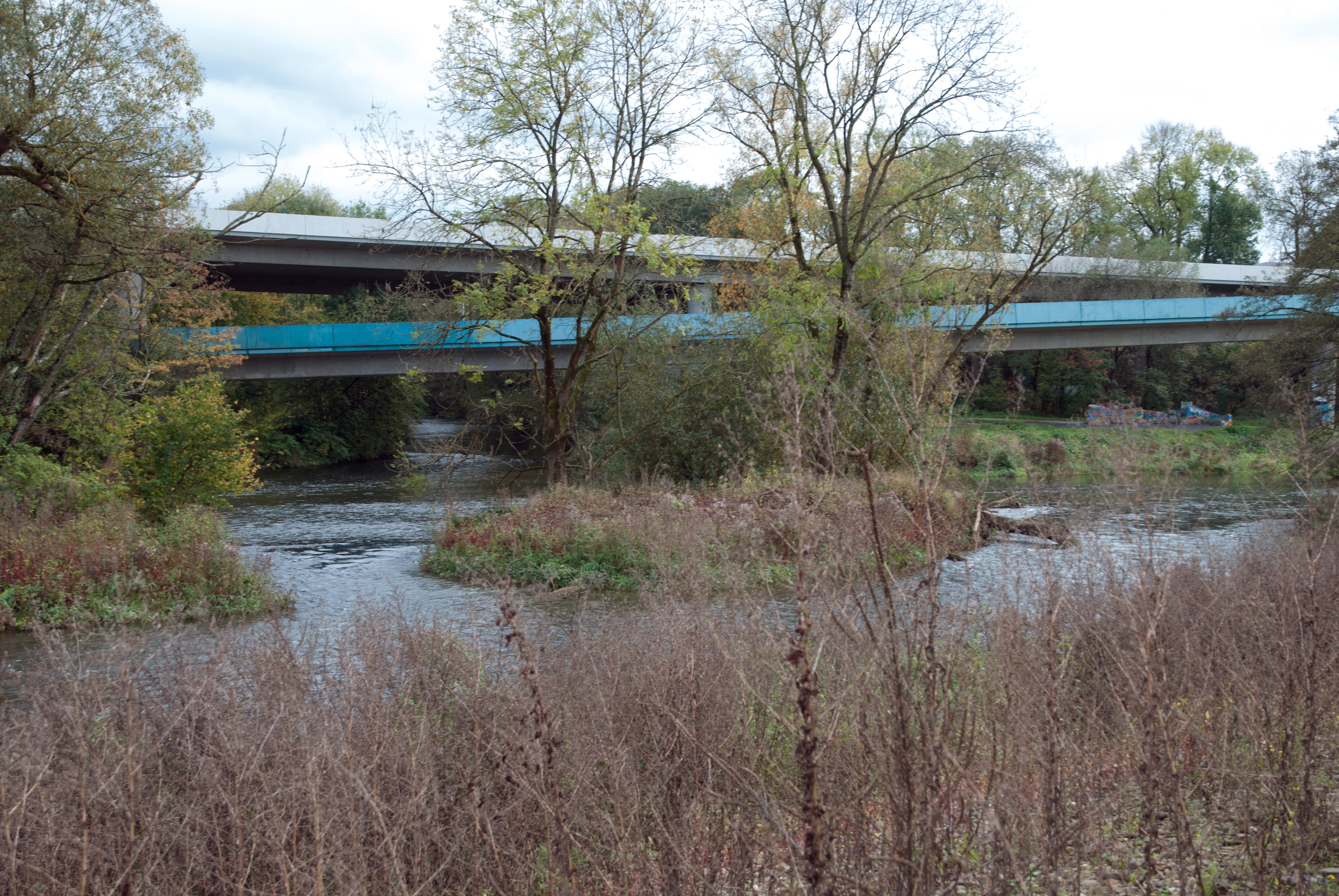
Monding van de Möhne in de Ruhr
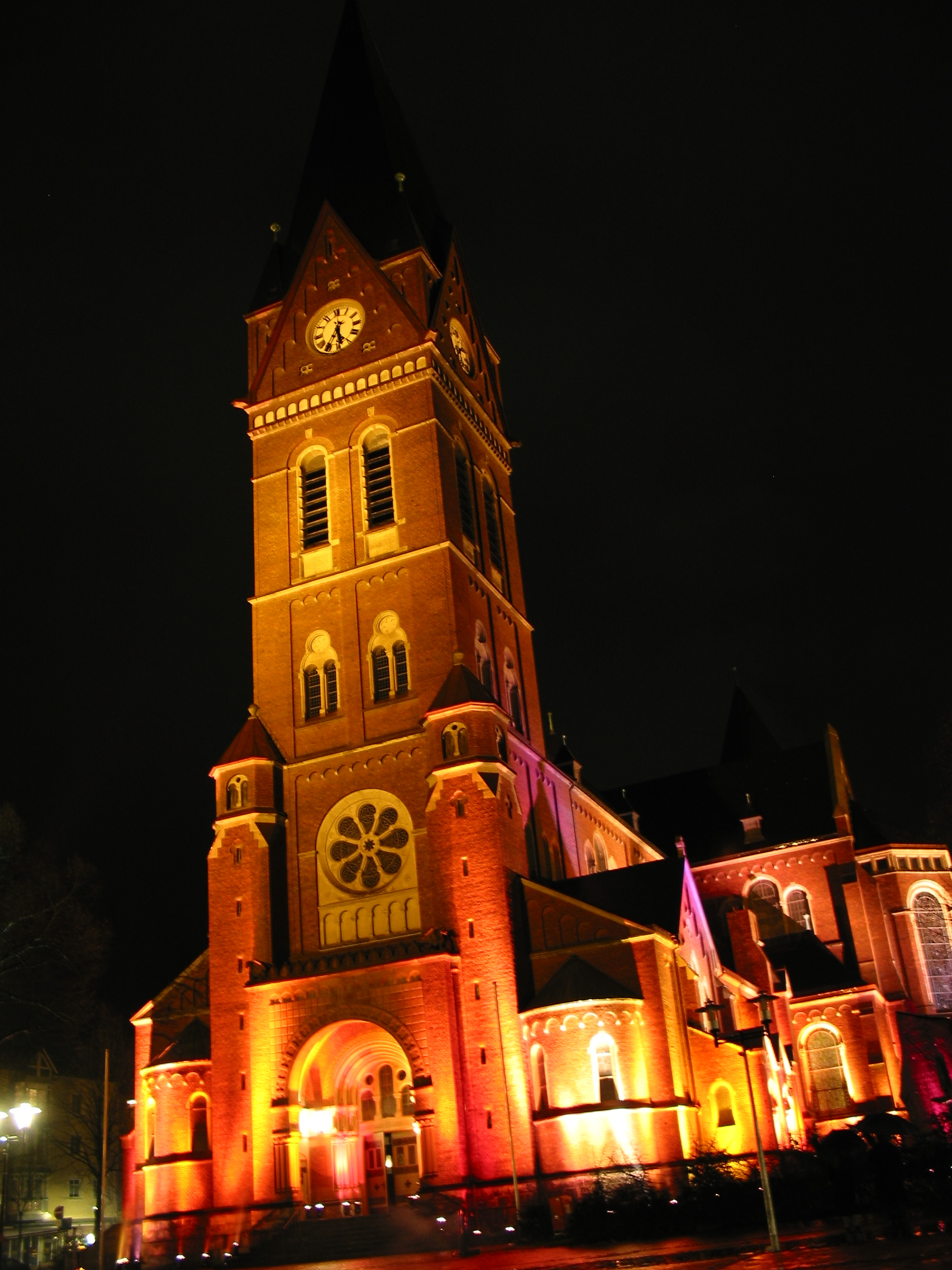
Neheim, Johannes-de-Doperkerk (1)
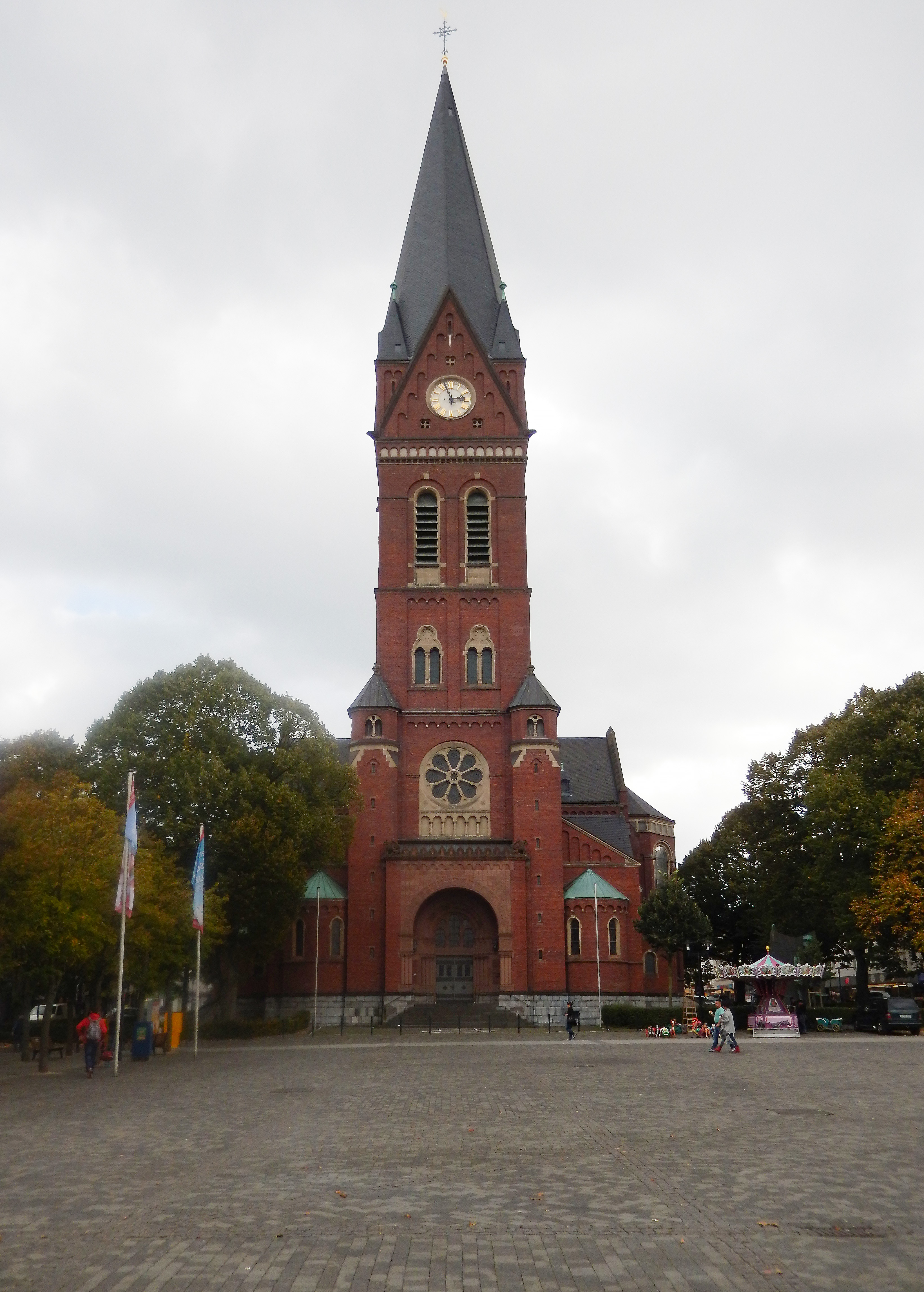
Neheim, Johannes-de-Doperkerk (2)
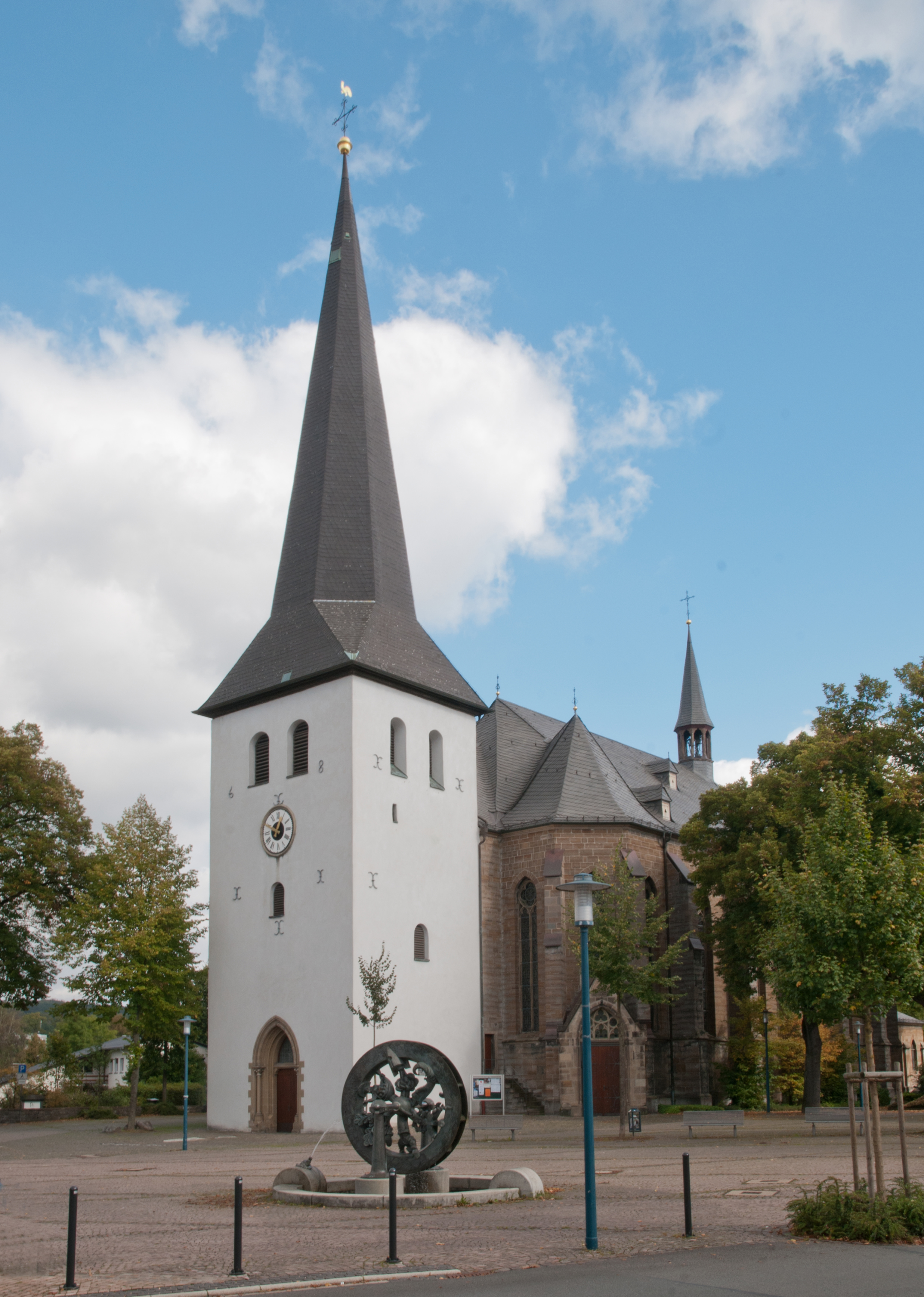
Hüsten, Sint-Pieterskerk
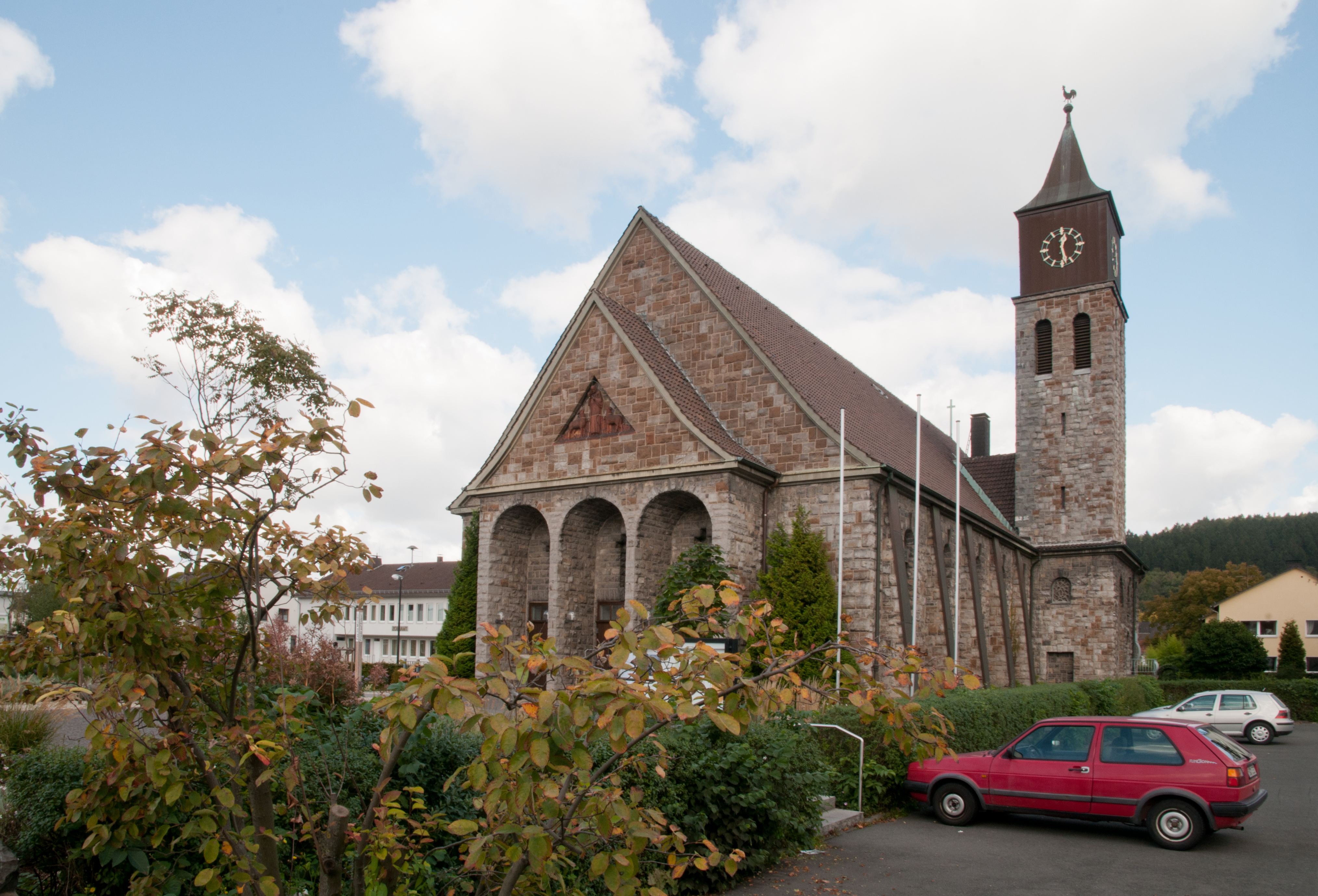
Hüsten, Heilige-Geestkerk
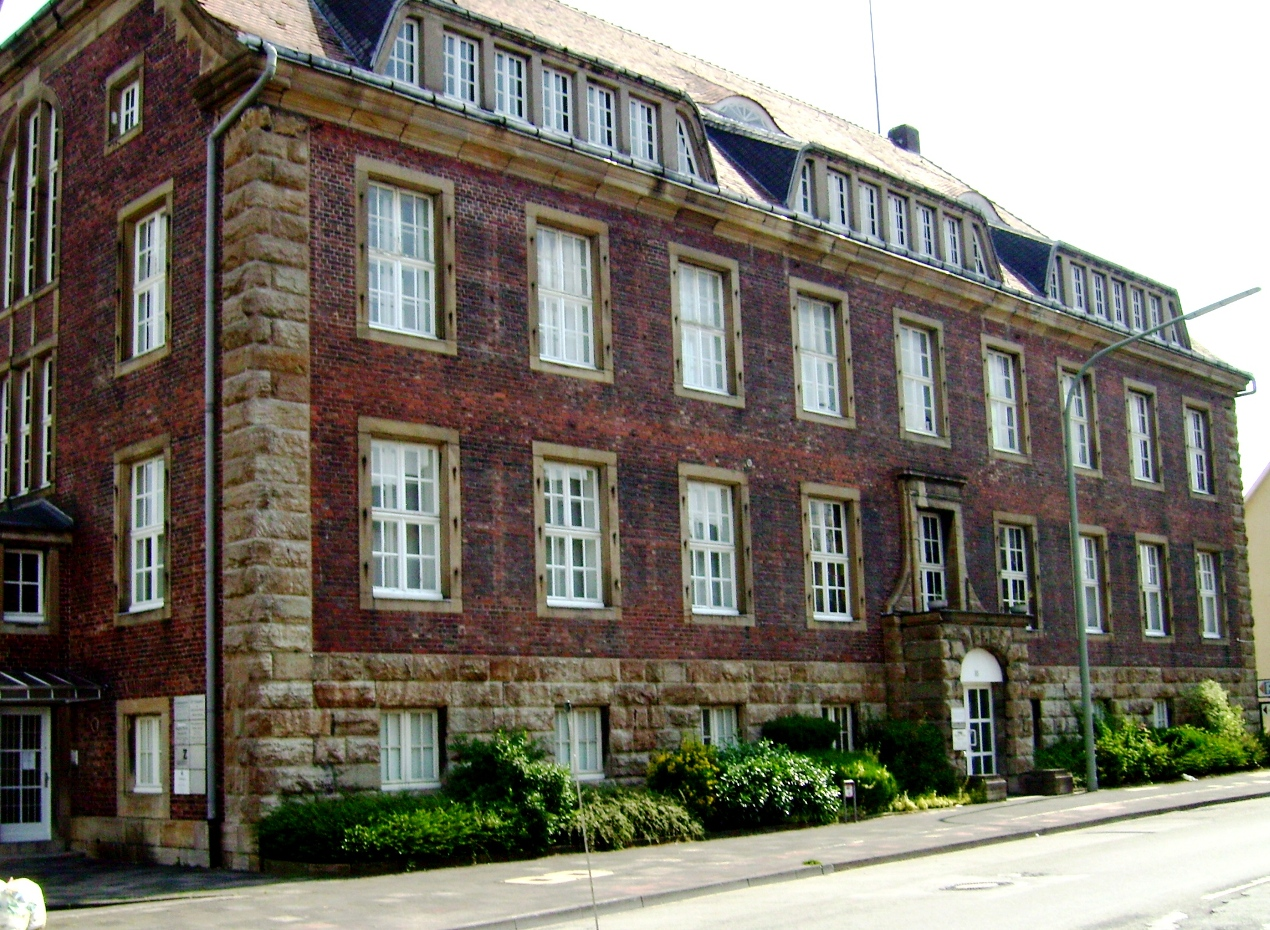
Vakbondskantoor
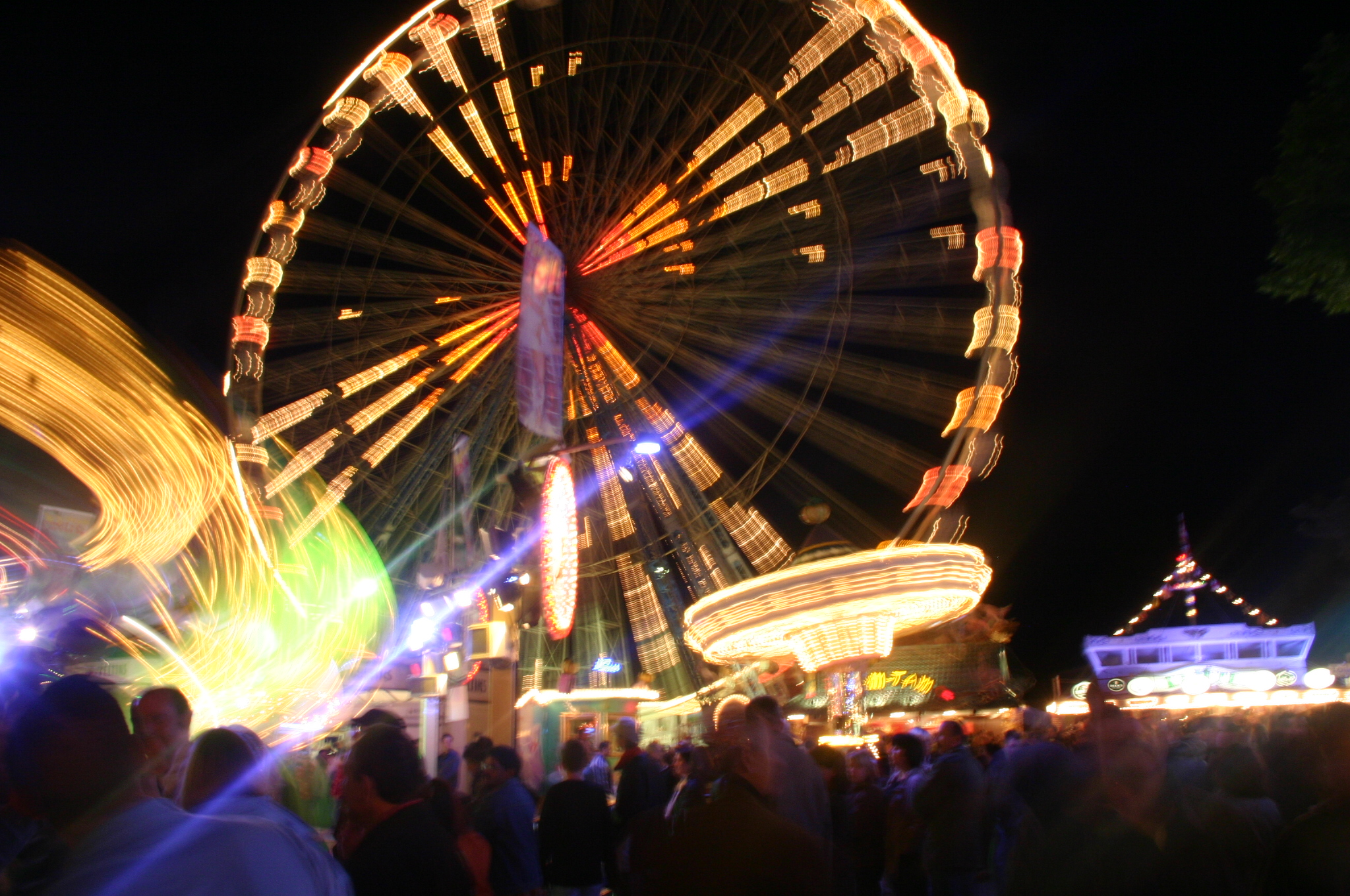
Kermis te Hüsten

## Partnergemeente
- Bexley bij Londen, Engeland